# Krzysztof Stroński
Krzysztof Stroński – polski językoznawca, doktor habilitowany nauk humanistycznych. Specjalizuje się w językoznawstwie indoeuropejskim i porównawczym. Profesor uczelni w Instytucie Orientalistyki na Wydziale Neofilologii Uniwersytetu im. Adama Mickiewicza w Poznaniu, gdzie pracuje w Zakładzie Arabistyki i Islamistyki. W kadencji 2020–2024 pełnił funkcję dziekana tego Wydziału (w kadencji 2016–2020 był prodziekanem ds. organizacyjnych i studiów niestacjonarnych).
Stopień doktorski uzyskał w 1999 na podstawie pracy pt. Przemiany kategorialne pierwiastków indoeuropejskich w grece i polszczyźnie (promotorem był prof. Tadeusz Zgółka). Habilitował się w 2012 na podstawie oceny dorobku naukowego i rozprawy pt. Synchroniczne i diachroniczne aspekty ergatywności w językach indoaryjskich. 